# Mroczne godziny
Mroczne godziny (ang. The Dark Hours) – kanadyjski thriller (z elementami horroru) powstały w 2005 roku.
Film ze względu na bardzo drastyczne sceny (m.in. samookaleczenia) oraz wulgarny język dozwolony jest w Polsce dla osób pełnoletnich.

## Opis fabuły
Film traktuje o chorej na nowotwór mózgu lekarce, która − chcąc przetestować lek na tę chorobę − eksperymentuje na socjopacie i gwałcicielu zamkniętym w szpitalu psychiatrycznym.
Pewnego dnia lekarka, chcąc odreagować stresy pracy, wyjeżdża na weekend (do domku w lesie) do męża − pisarza, co przynosi szereg skomplikowanych konsekwencji.

## Obsada
Źródło: Filmweb
- Kate Greenhouse - Samantha Goodman
- Gordon Currie - David Goodman
- Aidan Devine - Harlan Pyne
- Trevor Hayes - Lekarz
- Dov Tiefenbach - Adrian
- Jeff Seymour - Radiolog

i inni. 